# Michele Girardi
Michele Girardi (Venezia, 3 maggio 1954 – Venezia, 22 marzo 2025) è stato un musicologo italiano, noto soprattutto per i suoi studi su Giacomo Puccini.

## Biografia
Laureato in Lettere moderne all'Università di Venezia nel 1980, ha insegnato Storia ed estetica musicale al Conservatorio di Parma dal 1984 al 1988 e al conservatorio di Mantova dal 1989 al 1998, ed è stato docente di Storia della musica presso il dipartimento di filosofia e beni culturali dell'Università di Venezia, dopo aver insegnato Drammaturgia musicale presso il Dipartimento di Musicologia e beni culturali dell'Università di Pavia a Cremona, vincitore dell'ultimo concorso nazionale nel settore L27B, dal 1998 al 2016. Ha conseguito l'idoneità alla prima fascia nella prima tornata (2012) dell'Abilitazione scientifica nazionale, macrosettore 10 C/1, SSD L-ART/07,
e la ha rinnovata nel 2018. Nel 1996 ha fondato, insieme con altri specialisti, il Centro studi Giacomo Puccini di Lucca. Nel 2021 l'Istituzione ha festeggiato venticinque anni di attività.
I suoi interessi scientifici sono rivolti principalmente alla musica otto e novecentesca, in particolare al teatro musicale fin de siècle (Puccini, Berg e Verdi). A Puccini ha dedicato un'ampia monografia critica (Giacomo Puccini. L'arte internazionale di un musicista italiano, 1995), con cui ha vinto la prima edizione del premio letterario internazionale «Massimo Mila» per la saggistica musicale (Torino, 1996), tradotta in inglese (versione ampliata, Chicago, 2000).. Dal 2003 al 2015 ha diretto il periodico «La Fenice prima dell'opera», ISSN 2280-8116, consultabile e scaricabile in formato PDF nelle pagine www del Teatro La Fenice di Venezia.. Un elenco parziale dei numeri conservati nelle biblioteche italiani si legge nel sito ministeriale (internet culturale).
Nell'anno del centenario della scomparsa di Puccini, il Saggiatore ha pubblicato la nuova edizione della sua monografia, riveduta e ampliata, Giacomo Puccini. Tra fin de siècle e modernità.
Nel 2021 il Comune di Viareggio e la Fondazione Festival pucciniano gli hanno attribuito il 49º premio Puccini. Prima di lui il prestigioso riconoscimento era stato attribuito a solamente a altro musicologo, Mosco Carner nel 1984. Nel 2022 è stato nominato fra «i quattro insigni esponenti della cultura e dell’arte musicale italiana ed europea esperti della vita e delle opere di Giacomo Puccini» quale componente del Comitato promotore delle celebrazioni pucciniane, in vista del centenario della scomparsa (2024).
È stato docente al Conservatorio di Venezia.

## Opere
- Puccini, la vita e l'opera, Roma, Newton Compton Editori, 1989.
- Giacomo Puccini: l'arte internazionale di un musicista italiano, Venezia, Marsilio Editori, 1995, ISBN 88-317-5818-7.
- Puccini: his international art, traduzione di Laura Basini, Chicago/London, The University of Chicago Press, 2000, ISBN 0226297578.
- Giacomo Puccini. Tra fin de siècle e modernità, Milano, il Saggiatore, 2024, 784 pp.
- Verdi, Milano, RCS MediaGroup, 2001.
- La Fenice 1792-1996. Il teatro, la musica, il pubblico, l'impresa Archiviato il 25 marzo 2016 in Internet Archive., con Anna Laura Bellina, Venezia, Marsilio Editori, 2003 Archiviato il 25 marzo 2016 in Internet Archive., ISBN 978-88-317-8303-3.
- La Fenice 1792-1996: theatre, music and history, con Anna Laura Bellina, traduzione di D. Kerr e J. A. Titmarsh, Venezia, Marsilio Editori, 2004, ISBN 978-88-317-8359-0.
- Pavarotti. «La bohème Archiviato il 21 marzo 2016 in Internet Archive., texts by Michele Girardi (with personal recollections by Claudio Abbado, Renata Scotto, Franco Zeffirelli,), Milano, FMR-ART'È, 2008 Archiviato il 21 marzo 2016 in Internet Archive. (The Poetic Reality of «La Bohème» e Luciano Pavarotti: Rodolfo! The Tenor's «La bohème», pp. 25–92, 93-172: testo italiano:  pp. 180–200, 201-209)
- Giacomo Puccini, Madame Butterfly, mise en scène di Albert Carré, edizione critica di Michele Girardi, Torino, EDT, 2012, «Edizione nazionale delle opere di Giacomo Puccini, sezione terza – Disposizioni sceniche e Livrets de mise en scène», 4